# 자인 알라피아
자인 알라피아(아랍어: زين الرافعي, 2004년 10월 10일 ~ )는 시리아의 배우이다. 2018년 영화 "가버나움"의 자인 역으로 잘 알려져 있다.

## 출연 작품
- 가버나움 (2018)
- 이터널스 (2021) - 메소포타미아 소년 역